# Ácido rosólico
Ácido rosólico (C.I. 43800), também chamado de aurin ou corallin é um composto orgânico, apresentando-se como cristais amarelados ou de vermelho profundo com brilho metálico esverdeado. É praticamente insolúvel em água, livremente solúvel em etanol. É solúvel em ácidos fortes formando uma solução amerala, ou álcalis aquosos formando soluções vermelho carmin. Devido a este comportamento pode ser usado como um indicador de pH com faixa de transição em pH entre 5.0 - 6.8. É usado como um intermediário na produção de outros corantes.

## Aplicações
É usado na análise de leite fluido (líquido) e outros produtos de origem animal para a determinação da presença de compostos alcalinos, alcalinizantes, como o bicarbonato de sódio, na forma de uma solução de concentração a 2% (m/v) em álcool etílico neutralizado.
É um suplemento para meios de cultura recomendado para isolamento seletivo na determinação de coliformes fecais é usada uma solução de 1% (m/v) de ácido rosólico em hidróxido de sódio 0,2 N.

## Síntese
O ácido rosólico é sintetizado pelo aquecimento de fenol e ácido oxálico em ácido sulfúrico concentrado, que atua como agente desidratante, havendo a liberação de dióxido de carbono e água.